# Amt Hanerau-Hademarschen

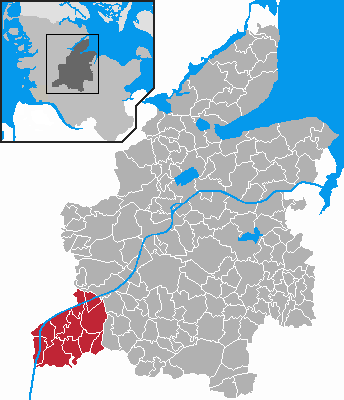
Lage des ehemaligen Amtes Hanerau-Hademarschen im Kreis Rendsburg-Eckernförde

Wappen des ehemaligen Amtes Hanerau-Hademarschen

Das Amt Hanerau-Hademarschen war ein Amt im Kreis Rendsburg-Eckernförde in Schleswig-Holstein. 
Am 1. Januar 2012 schloss es sich mit den Ämtern Aukrug und Hohenwestedt-Land und der Gemeinde Hohenwestedt zum Amt Mittelholstein zusammen.
Auf einer Fläche von 137 km² lebten zuletzt etwa 6600 Einwohner in den Gemeinden 
- Beldorf
- Bendorf
- Bornholt
- Gokels
- Hanerau-Hademarschen
- Lütjenwestedt
- Oldenbüttel
- Seefeld
- Steenfeld
- Tackesdorf
- Thaden

## Geschichte
Ab dem 1. Januar 2007 wurden die Verwaltungsgeschäfte des Amts im Rahmen einer Verwaltungsgemeinschaft von der Gemeinde Hohenwestedt geführt.

## Wappen
Blasonierung: „Unter einer gestürzten, bis zur Schildmitte reichenden roten Spitze, diese belegt mit dem silbernen holsteinischen Nesselblatt, von Silber und Blau elfmal zur Schildmitte geständert.“